# Malden (Illinois)
Pour les articles homonymes, voir Malden.
Malden est un village du comté de Bureau dans l'Illinois, aux États-Unis,. Il est incorporé le 19 juin 1890.

## Démographie
Lors du recensement de 2010, le village comptait une population de 362 habitants. Elle est estimée, en 2016, à 347 habitants.